# Giarratana
Giarratana es una localidad italiana de la provincia de Ragusa, región de Sicilia, con 3240 habitantes.

Ubicación de la ciudad de Giarratana dentro de la provincia de Pistoia.

## Evolución demográfica
| Gráfica de evolución demográfica de Giarratana entre 1861 y 2001 |
|                                                                  |
| Fuente ISTAT - Elaboración gráfica por parte de Wikipedia        |